# 普罗布考
普罗布考（Probucol），是由美国Marion Merrell Dow公司于1977开发，作为降脂药物上市。上市后在临床试验中发现，普罗布考有卓越的抗动脉硬化作用，并且对血管介入术后保护，防止糖尿病的血管并发症，消除黄色瘤均有出色疗效。
1970年代，由于他汀类药物的问世，使医学界对抗动脉硬化治疗的焦点转向以降脂为目标，尤其是降低LDL-C，升高HDL-C；而普罗布考虽然在降低LDL方面表现不错，但同时降低HD-CL的问题使公众质疑，而对于这个问题Marion Merrell Dow也未能给予解答。1996年，Marion Merrell Dow公司被德国制药巨擎Hoechst并购，成立为Hoechst Marion Rousell公司，简称HMR。经过HMR管理层讨论，鉴于他汀类药物的兴起，而普罗布考又有太多的未知，专利也已经到期，继续研究已经没有商业价值，从而决定向美国FDA提出主动退市，理由是无法解释普罗布考的降脂机制和利润太低，1995年普罗布考年销售额不足3000万美元，无法支撑企业在这个产品的运营成本。1989年开始学界逐渐发现，普罗布考虽然降低HDL-C，但可以提高HDL颗粒移除胆固醇的能力，只是这一消息对于生产企业来说为时已晚。
可能导致QT间隔延长。原本设计来是作为给轮胎橡胶延寿的抗氧化剂。

## 医疗用途
在日本，它被批准用于治疗“高脂血症（包括家族性高胆固醇血症和黄色瘤）”。

## 不良反应
在临床试验和上市后监测期间，大多数不良反应仅限于消化系统和皮肤。这些包括腹泻、腹痛、恶心、食欲不振、皮疹和瘙痒。这些反应的发生率均在0.1%至1%之间（"不常见"）。包装说明书中指出QT间期延长为罕见（<0.1%）。肝酶（ALT、AST、ALP、LDH）升高、BUN升高、红细胞、白细胞和/或血小板计数减少、肌酸激酶升高也都有可能发生。
可能的严重不良反应包括心室性心律失常（尖端扭转型室性心动过速）、晕厥、胃肠道出血、周围神经炎和横纹肌溶解症。这些反应的发生频率尚不清楚。

## 作用机制
普罗布考可以提高LDL的分解代谢，将血浆LDL-C水平降低10-20%。一部分是通过改变LDL颗粒的结构。分解过程和低密度脂蛋白受體（LDL受体）无关，表现为在没有LDL受体的人（纯合子家族性高胆固醇血症）和兔身上都有效。可以提高胆固醇进入胆汁的排泄。
普罗布考也是强效抗氧化剂。在不足以改变血脂水平的低浓度，已经足够防止LDL内胆固醇的氧化。因为泡沫细胞的形成需要氧化的胆固醇，所以这可能与其对抗动脉粥样硬化的效果有关。除了原本化学结构的设计植物，抗氧化作用也有一部分是因为它可以提高PON1活力，提升HDL的抗氧化作用。
普罗布考会将HDL-C（血浆内存在HDL颗粒中的胆固醇）浓度降低约30%，因此导致一些西方国家将其退市。这个作用有三大原因：
1. 抑制细胞通过ABCA1将胆固醇排进HDL（不抑制SR-BI（英语：SCARB1））。[8]
2. 降低ANGPTL3含量，从而提高CETP活性。因此除了降低HDL-C，也提高血浆preβ1-HDL（等待吸收脂质的HDL）浓度、降低HDL磷脂浓度。[9][10]
3. 提升肝脏SR-BI（英语：SCARB1）的活性，从而增加对HDL颗粒的吸收。[4]

HDL的功能之一是胆固醇逆转运（将胆固醇从外周组织转运到肝脏）。抑制ABCA1会损害这一过程，而增强CETP和SR-BI活性则有利于转运功能。总的来说，普罗布考增加了胆固醇逆转运的能力，因此观察到的HDL-C降低并不会导致患者清除胆固醇能力的下降。
引起副作用QT间隔延长可能是因为抑制HERG在细胞内的运输。

## 研究
普罗布考通过多种通路，能达成抗氧化和抗炎的作用。现在已有人研究此药是否能用于治疗氧化应激导致的感觉神经性耳聋，以及怎么有效地将其带入耳中。
在鼠模型中取得令人鼓舞的试验结果后，麦吉尔大学韦斯顿脑研究所正在研究普罗布考作为可能延缓阿爾茨海默病发病的辅助手段。2022年发表了一项未来澳大利亚二期研究的方案。
研究人员尝试了新型包装方法以优化普罗布考的药代动力学特性——目标通常是产生更稳定的吸收曲线并减少被心肌细胞吸收。一些方法在实验动物中显示出前景，但尚未在人体中进行测试。

### 类似物
研究人员为了优化普罗布考的作用同时减少其副作用，在动物模型中测试了多种普罗布考类似物。普罗布考的琥珀酸酯在针对急性冠脉综合征的临床试验中未能证明有足够疗效。另一种类似物BO-653在针对动脉粥样硬化治疗和预防血管成形术后再狭窄的二期试验中失败。